# Nehru Cup
Der Nehru Cup bzw. die Copa Nehru war ein Fußball-Wettbewerb in Indien.
Der Pokal wurde zwischen den diversen teilnehmenden Nationalmannschaften im Turniermodus ausgespielt. Teilweise nahmen auch die B-Nationalmannschaften, die Olympiamannschaften, Junioren-Nationalteams bzw. die Amateur-Ländervertretungen teil. 1983 und 1984 waren mit Haladás Szombathely und Vasas Budapest auch Vereinsmannschaften vertreten, wobei erstgenannte unter der Bezeichnung des ungarischen Olympiateams antrat. Insgesamt gab es zwischen 1982 und 2012 15 Austragungen dieses Wettbewerbs. Er fand bis 1989 zunächst jährlich statt, sodann wurde auf einen Zweijahresrhythmus umgestellt. Nach dem Turnier 1997 folgte eine zehnjährige Pause. Seither hat es drei weitere Austragungen in den Jahren 2007, 2009 und 2012 gegeben.

## Siegerliste
| Jahr | Sieger      | Unterlegener Finalist |
| ---- | ----------- | --------------------- |
| 1982 | Uruguay     | China                 |
| 1983 | Ungarn      | China                 |
| 1984 | Polen       | China                 |
| 1985 | Sowjetunion | Jugoslawien           |
| 1986 | Sowjetunion | China                 |
| 1987 | Sowjetunion | Bulgarien             |
| 1988 | Sowjetunion | Polen                 |
| 1989 | Ungarn      | Sowjetunion           |
| 1991 | Rumänien    | Ungarn                |
| 1993 | Nordkorea   | Rumänien              |
| 1995 | Irak        | Russland              |
| 1997 | Irak        | Usbekistan            |
| 2007 | Indien      | Syrien                |
| 2009 | Indien      | Syrien                |
| 2012 | Indien      | Kamerun               |